# Pamela Jiles
Pamela Jiles, född den 10 juli 1955 i New Orleans, är en amerikansk friidrottare inom kortdistanslöpning.
Han tog OS-silver på 4 x 400 meter vid friidrottstävlingarna 1976 i Montréal.